# Бичок великоголовий
Бичок великоголовий (Millerigobius macrocephalus) — вид риби родини Gobiidae. Відноситься до монотипового роду Millerigobius.
Природний ареал становить води Адріатичного і східної частини Середземного морів. В останні часи цей вид відзначений в Егейському і Чорному морі.
Бентична риба, мешкає серед каміння. Сягає 4,5 см довжини.